# Георгіос Колеттіс
Георгіос Колеттіс (грец. Γεώργιος Κολέτης) — грецький спортсмен, срібний призер Літніх Олімпійських ігор 1896 року.
На Перших Олімпійських іграх Колеттіс брав участь у двох перегонах — на 100 км та на 10 км. Кращий свій результат показав на стокілометрових перегонах, де він прийшов другим, переможець Леон Фламан випередив його на 11 кіл. З десяти спортсменів, бравших участь у перегонах, лише Фламан та Колеттіс дійшли до фінішу. Коли у Колеттіса виникли проблеми з велосипедом, Фламан зупинився, та чекав поки велосипед суперника не буде полагоджено.
Також брав участь у 10 км перегонах. На двадцятому колі Георгіс Колеттіс зіткнувся зі своїм співвітчизником Арістідісом Константинідісом, отримав травму руки та був вимушений припинити перегони.
26 квітня 1898 року брав участь у велосипедних перегонах, які були організовані Велосипедним гімнастичним клубом Афін та відбулися на велодромі Фаліро.